# Jan Aleksander Orchowski
Jan Aleksander Orchowski herbu Nałęcz – podstarości i sędzia grodzki chełmski w 1689 roku, podstoli chełmski w latach 1676–1694.
Poseł sejmiku chełmskiego na sejm zwyczajny 1677 roku, sejm 1678/1679 roku, sejm 1690 roku, sejm 1695 roku.